# 226

## Decese
- 29 iunie: Cao Pi, împărat al dinastiei chineze Wei (n. 187)